# 士布爹站
士布爹站为马来亚铁道通勤铁路芙蓉线上的一个车站，位于吉隆坡武吉免登选区的士布爹花园，比邻东西连贯大道（Lebuhraya Salak，也称沙叻大道）。该站于1995年随通勤铁路服务而对外开放使用，在谷中城站建设前为距离该商区最近的火车站。

## 车站结构
士布爹站位于士布爹花园南侧，沿沙叻大道和西海岸铁路轨道设置，为地面候车站。该站的入口位于河流二路（Jalan Sungai 2）旁，通过楼梯抵达地势较高的地面站台层。
士布爹站站房非常小，其结构仅由一个售票柜台兼服务中心和自动售票机组成，站房左侧设置了验票匣门和楼梯通往1和2号站台。两个站台通过行人天桥衔接，不设顶篷但有和巴士候车厅差不多的有盖座位亭。

### 楼层分布
| 地上一层 | 行人天桥           | 来往站台两侧                                       |  |  |
| 地面     | 站房               | 出入口、票务服务、自动售票机、高架通道和楼梯往站台 |  |  |
|          | 侧式站台，左侧开门 |                                                    |  |  |
|          | 1号站台            | 1 芙蓉线 往黑风洞（谷中城）                        |  |  |
|          | 2号站台            | 1 芙蓉线 往普罗士邦／淡边（沙叻秀（KTM））         |  |  |
|          | 侧式站台，左侧开门 |                                                    |  |  |

## 邻近地点
士布爹站附近为双层排屋花园住宅区以及一个士布爹大楼（Menara Seputeh）公寓建筑。乘客也可通过步行经过沙叻大道的隧道前往处于士布爹选区的士布爹花园部分或更远的郊外岭社区北部。